# Kalina řasnatá
Kalina řasnatá (Viburnum plicatum) je opadavý keř pocházející z východní Asie. Někdy je tento druh uváděn pod jménem kalina japonská, které však přísluší druhu Viburnum japonicum. Je využívána jako okrasná dřevina, nápadná v době květu. Některé kultivary mají bílá kulovitá květenství složená ze sterilních zvětšených květů.

## Popis
Kalina řasnatá je opadavý polokulovitý až kulovitý keř dorůstající 3 metrů výšky. Větve jsou vodorovně postavené a někdy i patrovité. Kůra je světle hnědá. Listy jsou vstřícné, bez palistů, široce vejčité, okrouhle vejčité nebo obvejčité, 4 až 10 cm dlouhé. Na líci jsou listy tmavě zelené a přitiskle pýřité, na rubu obvykle hustě plstnaté. Řapík je zelený, tlustý, 1 až 2 cm dlouhý. Žilnatina je zpeřená, s 8 až 17 páry postranních žilek dosahujících až do špiček zubů na okraji čepele. Na bázi jsou listy zaoblené, široce klínovité nebo slabě srdčité. Na podzim se listy zbarvují do tmavě červených až fialově hnědých odstínů.
Květy se rozvíjejí až po olistění, jsou uspořádané ve složeném vrcholíku připomínajícím okolík. U původní formy jsou na okraji květenství velké sterilní květy podobně jako u naší domácí kaliny obecné, u některých šlechtěných forem jsou květenství složena jen ze sterilních květů. Koruna je u fertilních květů nažloutlá, asi 3 mm široká, u sterilních květů bílá,až 4 cm široká, často s nestejně velkými cípy. Kvete v červnu, květy nejsou vonné. Plody jsou zprvu červené, později modročerné.

## Rozšíření
Druh se přirozeně vyskytuje v rozsáhlých oblastech střední a jižní Číny, v Japonsku a na Tchaj-wanu. Roste ve smíšených lesích v nadmořské výšce 200 až 3 000 m.

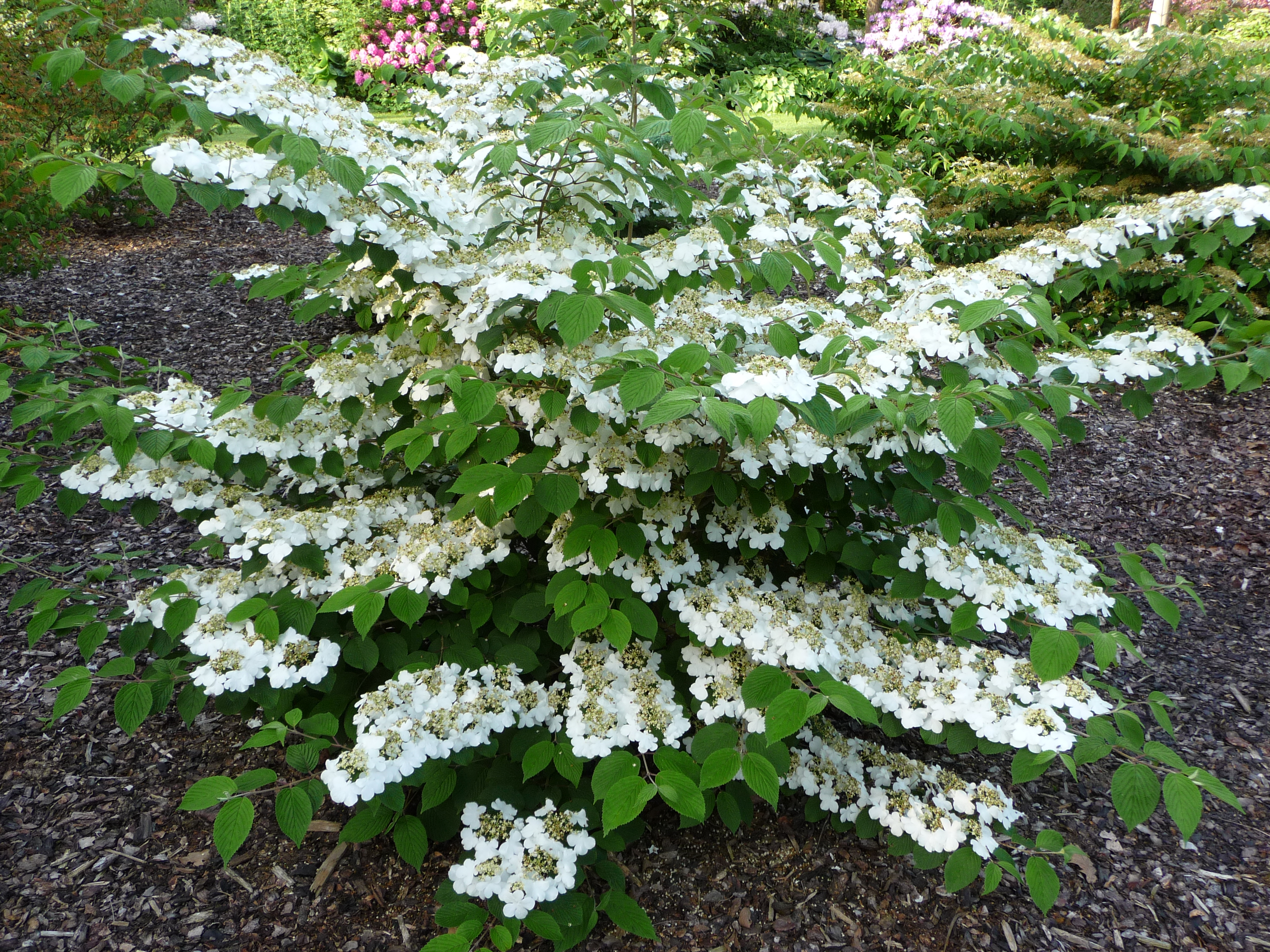
Kultivar 'Cascade'
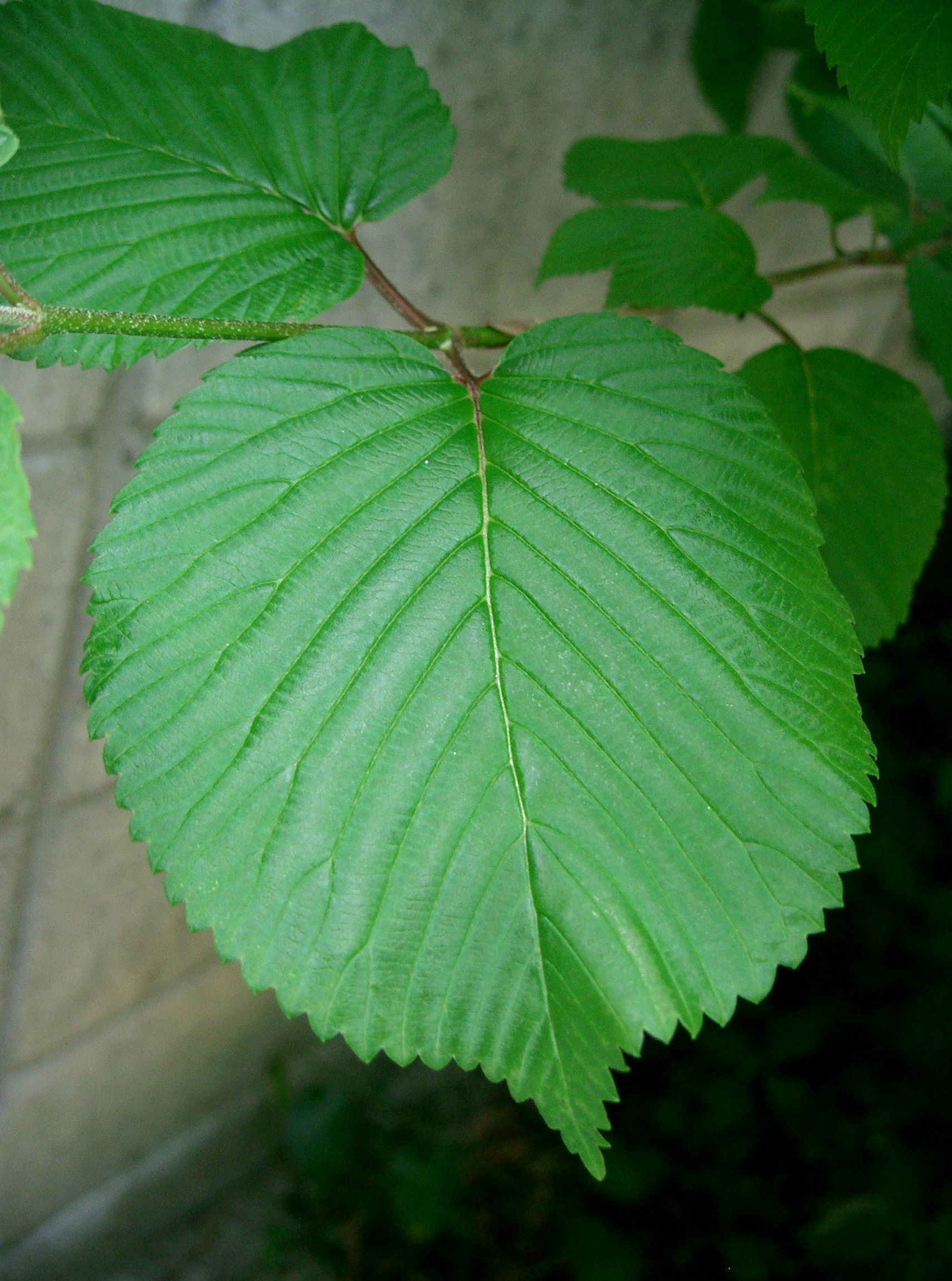
Detail listu
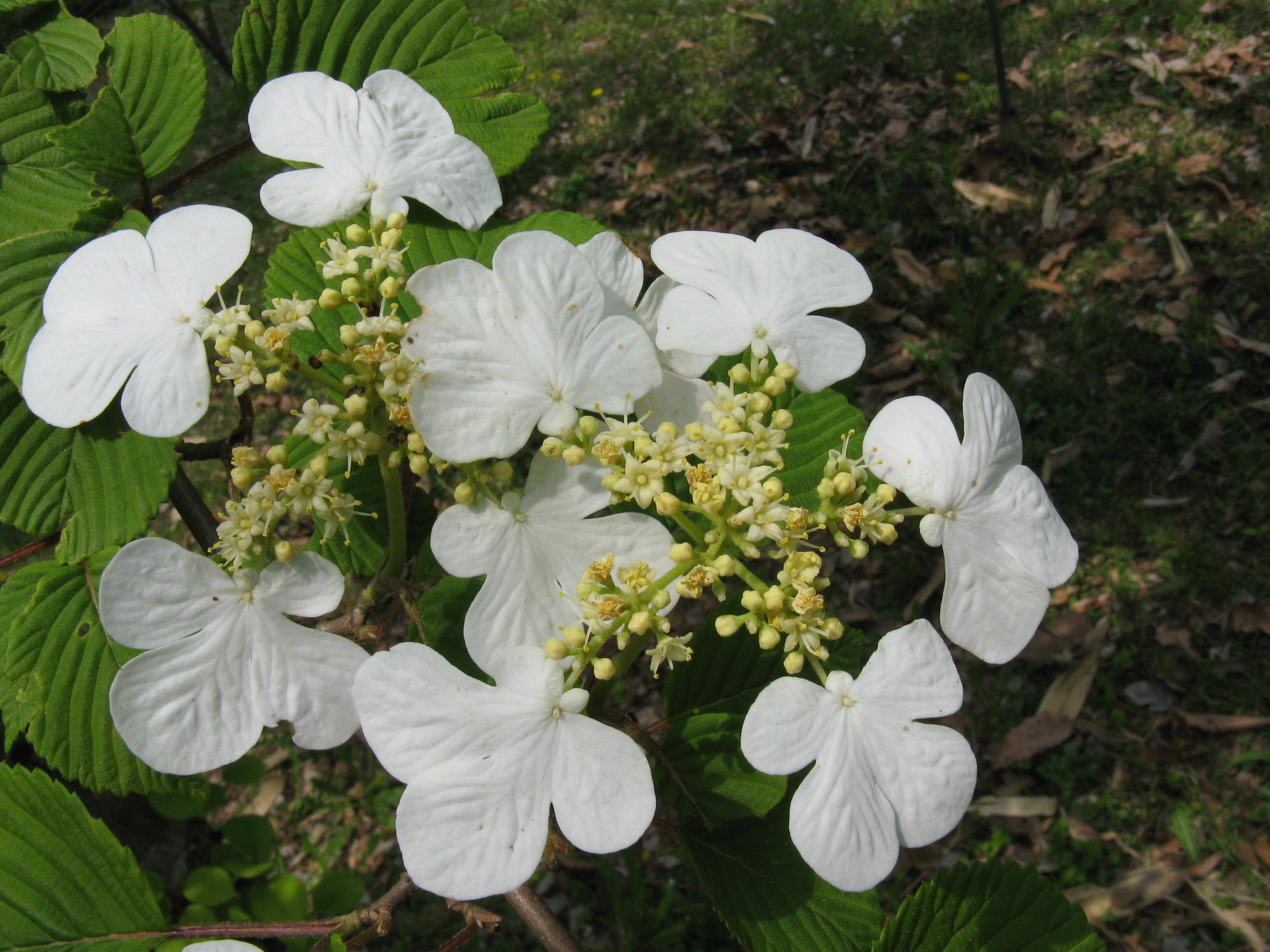
Květenství
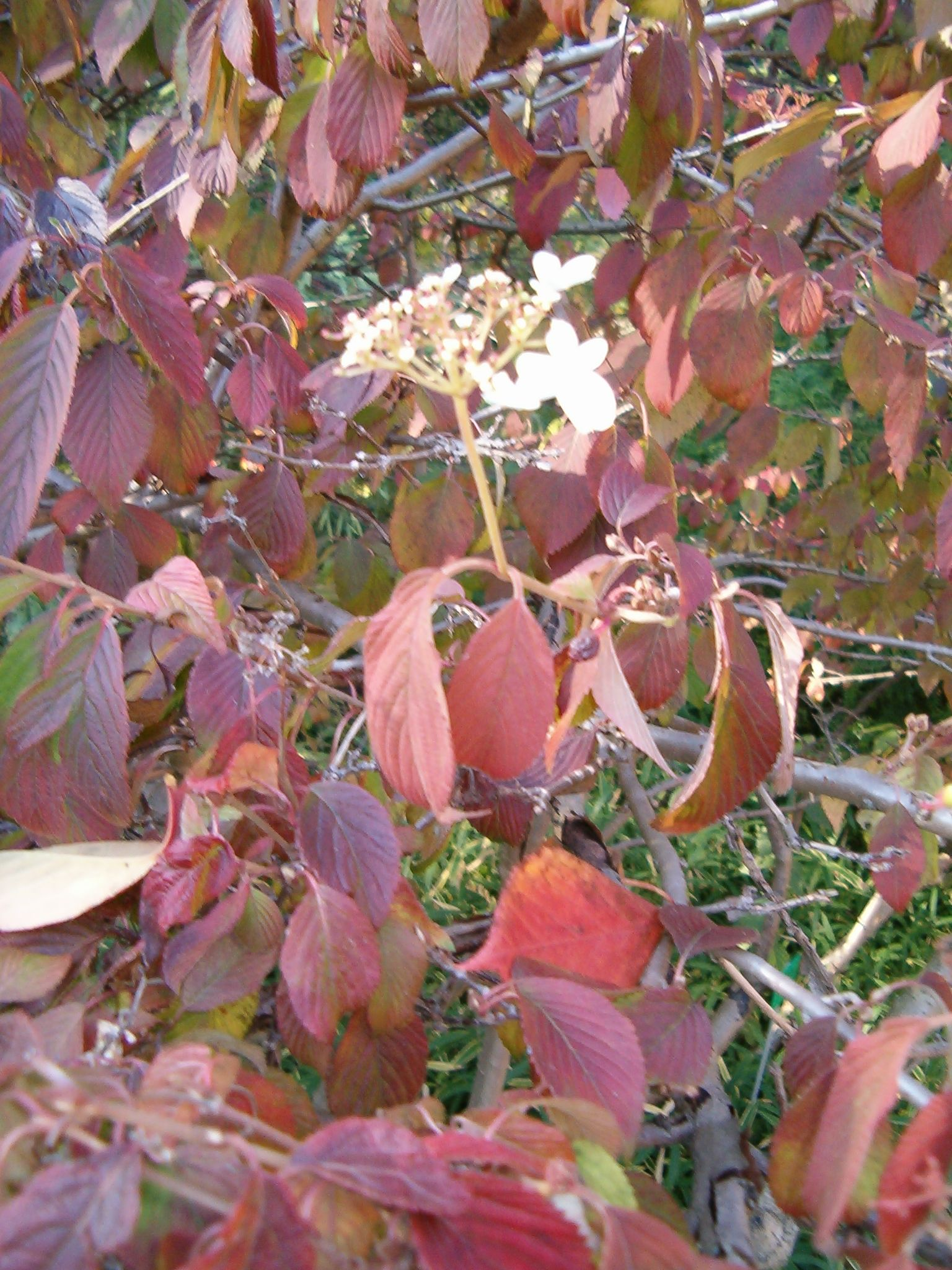
Podzimní zbarvení
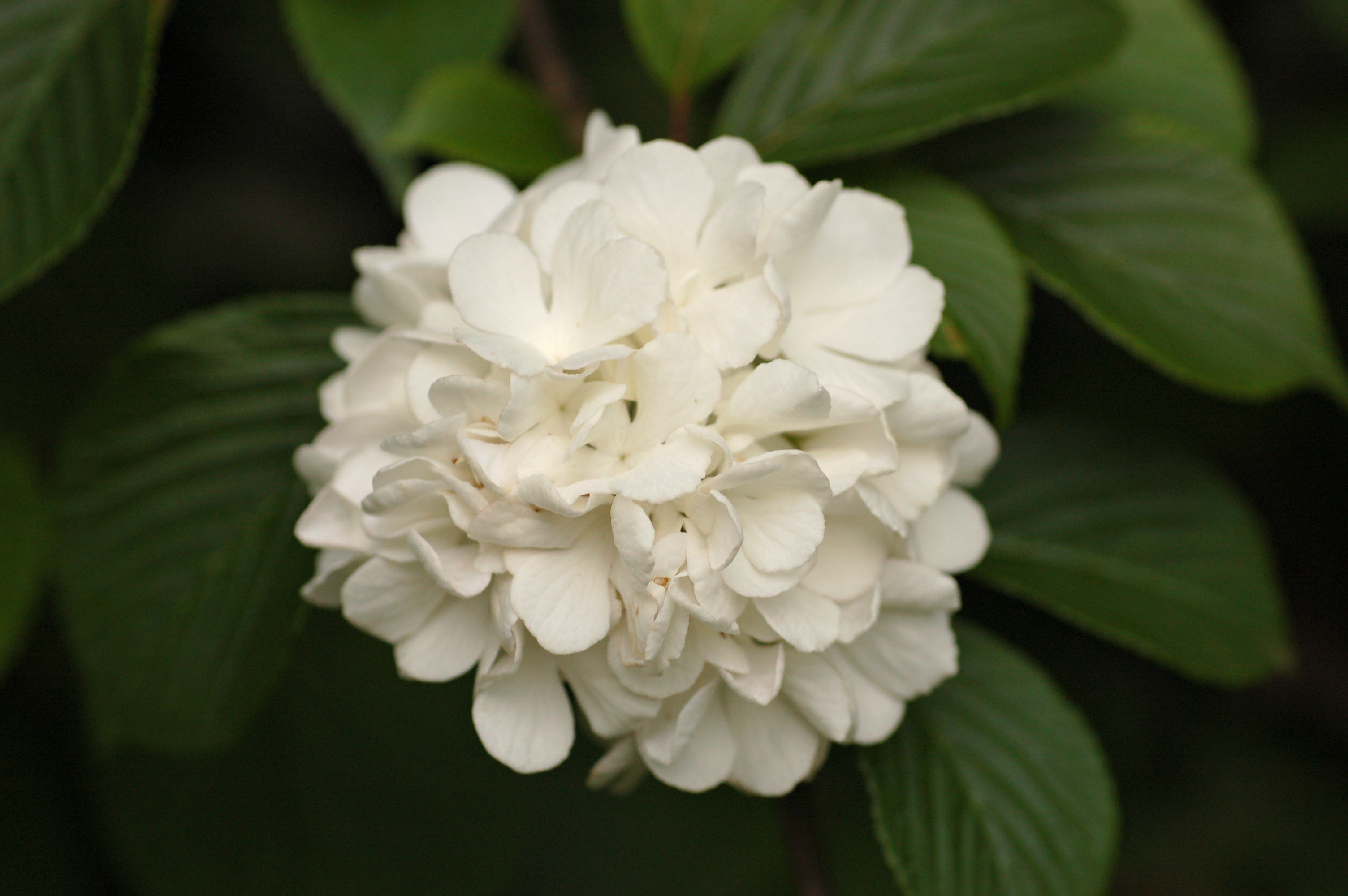
Plnokvětý kultivar

## Význam
Kalina řasnatá je pěstována jako okrasný keř v celé řadě kultivarů. Ozdobná je zejména v době květu.